# Малинники (жуки)
Малинники, или мали́нные жуки́ (лат. Byturidae) — семейство насекомых из отряда жесткокрылых. В мировой фауне около 20 видов, из которых 4 встречаются в России, а 2 в Северной Америке.

## Описание
Малинники — это жуки небольших размеров, длиной достигают всего от 2,5 до 5,5 мм.

## Экология и местообитания
Взрослые жуки питаются на цветках различных растений. Личинки же питаются во фруктовых плодах или же в дубовых галлах, например, вид малинников Xerasia grisescens.

## Систематика
- Byturidae Jacquelin du Val, 1858
  - Byturinae Jacquelin du Val, 1858
    - Byturus Latreille, 1796
    - Haematoides Fairmaire, 1878
    - Xerasia Lewis, 1895

  - Platydascillinae Pic, 1914
    - Bispinatus Springer & Goodrich, 1994
    - Dascyllocyphon Everts, 1909
    - Platydascillus Everts, 1909
    - Remigera Springer & Goodrich, 1994